# Cayo West
Cayo West – jednomandatowy okręg wyborczy w wyborach do Izby Reprezentantów, niższej izby parlamentu Belize. Obecnym reprezentantem tego okręgu jest polityk Zjednoczonej Partii Demokratycznej Erwin Contreras.
Okręg Cayo West znajduje się dystrykcie Cayo w zachodniej części kraju, wzdłuż granicy z Gwatemalą
Utworzony został w roku: 1984, jako jeden z dziesięciu nowych okręgów wyborczych powstałych na potrzeby pierwszych wyborów w niepodległym Belize.

## Posłowie
| Rok   | Poseł             |  | Partia |
| ----- | ----------------- |  | ------ |
| 1984  | Pedro Guerra Mena |  | UDP    |
| 1989  | Miguel Ruiz       |  | PUP    |
| 1993  | Amin Hegar        |  | PUP    |
| 1998  | Erwin Contreras   |  | UDP    |
| 2003  | Erwin Contreras   |  | UDP    |
| 2008. | Erwin Contreras   |  | UDP    |
| 2012  | Erwin Contreras   |  | UDP    |